# Hallasan

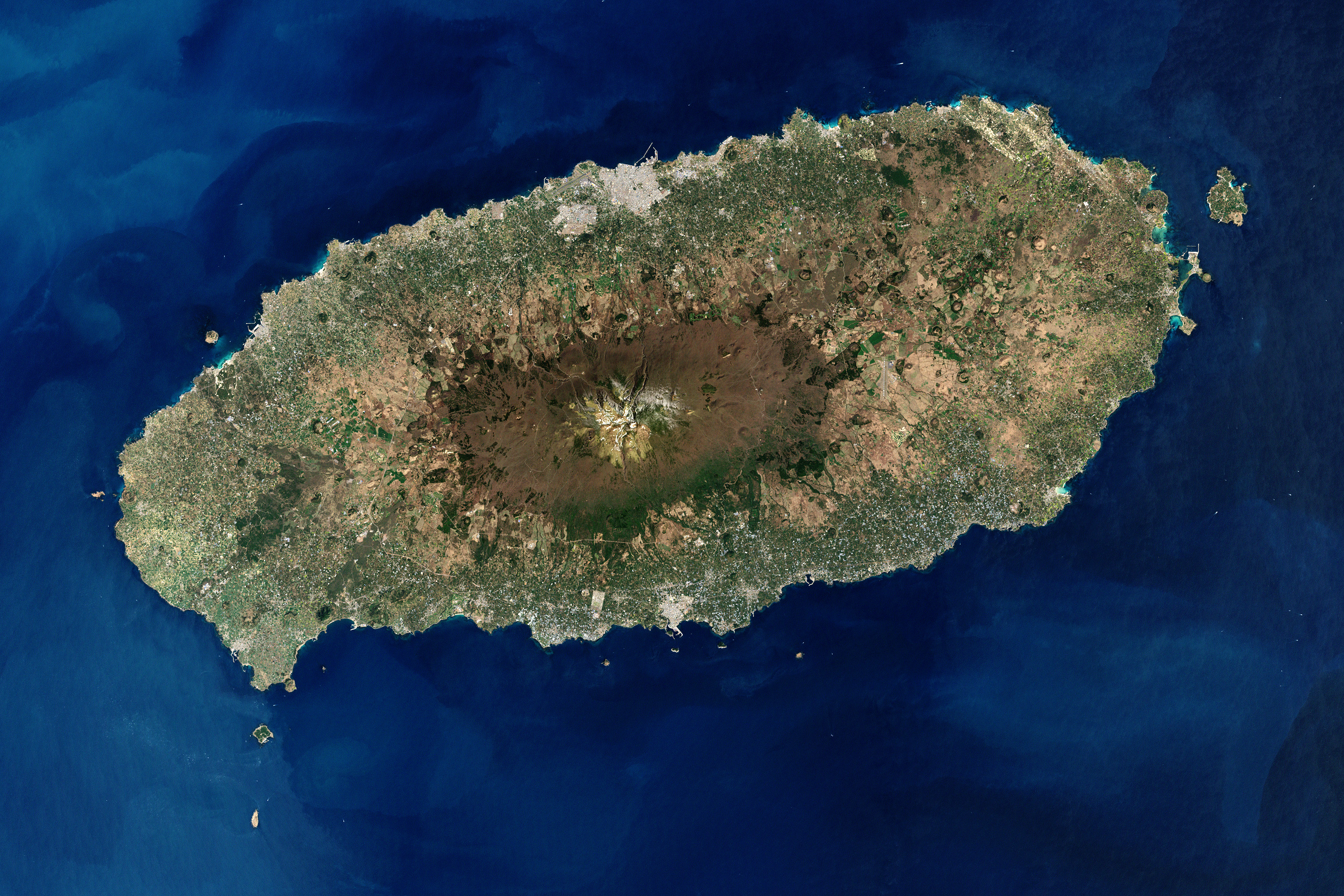
Ảnh vệ tinh thể hiện Hallasan ở trung tâm của đảo Jeju

Hallasan là một núi lửa hình khiên trên đảo Jeju và là ngọn núi cao nhất tại Hàn Quốc. Khu vực xung quanh ngọn núi là Công viên quốc gia Hallasan (Hallasan Gungnip Gongwon/한라산국립공원/漢拏山國立公園). Hallasan thường được coi là một trong ba núi chính tại Hàn Quốc cùng với Jirisan và Seoraksan.

## Tên gọi
Các tên gọi khác của Hallasan bao gồm núi Hanla hay núi Halla và một số tài liệu tiếng Anh cũ còn gọi ngọn núi là Mount Auckland. Tại Cộng hòa Dân chủ Nhân dân Triều Tiên, Hallasan được viết trong Chosŏn'gŭl là (한나산, Hannasan); tuy nhiên, khi đọc vẫn phát âm là Hallasan. Trong quá khứ, Hallasan từng được biết đến với nhiều tên gọi khác nhau trong tiếng Triều Tiên như Buag (부악/釜岳/Phủ Nhạc), Wonsan (원산/圓山/Viên Sơn), Jinsan (진산/鎭山/Trấn Sơn), Seonsan (선산/仙山/Tiên Sơn), Dumuag (두무악/頭無岳/Đầu Vô Nhạc), Burasan (부라산/浮羅山/Phù La Sơn), Yeongjusan (영주산/瀛州山/Doanh Châu Sơn), và Hyeolmangbong (혈망봉/穴望峯/Huyệt Vọng Phong).

## Địa lý
Hallasan là một núi lửa hình khiên đồ sộ và tạo thành phần chủ yếu của đảo Jeju, nó cũng thường được miêu tả là toàn bộ hòn đảo. Có một câu nói bản địa là "Đảo Jeju là Hallasan; và Hallasan là Jeju". Ngọn núi này có thể được nhìn thấy ở mọi nơi trên đảo, nhưng phần đỉnh của nó thường bị mây che phủ. Ngọn núi này được xác định là Khu bảo tồn thiên nhiên số 182 của Hàn Quốc.
Đảo núi lửa bắt đầu hình thành từ thế Pliocen ở đỉnh thềm lục địa, mà ngày nay có độ sâu khoảng 100 m (300 ft) dưới mực nước biển trong khu vực đó. Những vụ phun trào dung nham bazan và trachyte đã tạo nên một hòn đảo nằm trên mực nước biển, và nay đã cao tới 1.950 mét (6.398 ft). Một miệng núi lửa lớn có đường kính trên 400 m (1.300 ft) nằm ở đỉnh của núi lửa. Khoảng 360 lỗ ký sinh núi lửa, hay oreum (오름) trong phương ngữ Jeju, nằm bên sườn núi lửa. Các vụ phun trào gần đây nhất xảy ra vào các năm 1002 và 1007.
Có một hồ miệng núi lửa tại Hallasan gọi là Baengnokdam (백록담/白鹿潭, Bạch Lộc đàm), nghĩa là "đầm hươu trắng". Có một truyền thuyết gắn với tên gọi của hồ: "những người đàn ông đến từ thế giới khác đã đi xuống từ thiên đường để vui chơi với hươu trắng". Tùy theo mùa, chu vi của hồ có thể lên tới 2 km và độ sâu khoảng 100 mét.

## Điểm tham quan
Trên núi có Gwaneumsa, là ngôi chùa Phật giáo cổ nhất trên đảo. Chùa nguyên được xây từ thời Cao Ly. Giống như nhiều ngôi chùa khác trong nước, Gwaneumsa đã bị tàn phá và được dựng lại trong thế kỷ 20. Có một điểm kỉ niệm bên ngoài chùa để tưởng nhớ các nạn nhân của Cuộc nổi dậy Jeju diến ra từ năm 1948 đến 1950.

## Đường mòn
Có năm tuyến đường tại Hallasan:
- Gwaneumsa (관음사) - 8,7 km
- Eorimok (어리목)  - 4,7 km
- Seongpanak (성판악) - 9,6 km
- Yeongsil (영실)  - 3,7 km
- Donnaeko (돈내코)  - 9,1 km

Tuyến Donnaeko chính thức được mở cửa trở lại cho công chúng từ ngày 4 tháng 12 năm 2009 sau 15 năm gián đoạn. Chỉ hai tuyến Gwaneumsa và Seongpanak có thể lên đến đỉnh. Donnaeko, Eorimok và Yeongsil chỉ đi đến Oreum Witse, phần còn lại của các tuyến đường này đã bị đóng cửa từ năm 1994 để phục hồi và bảo vệ thực vật.

## Hình ảnh

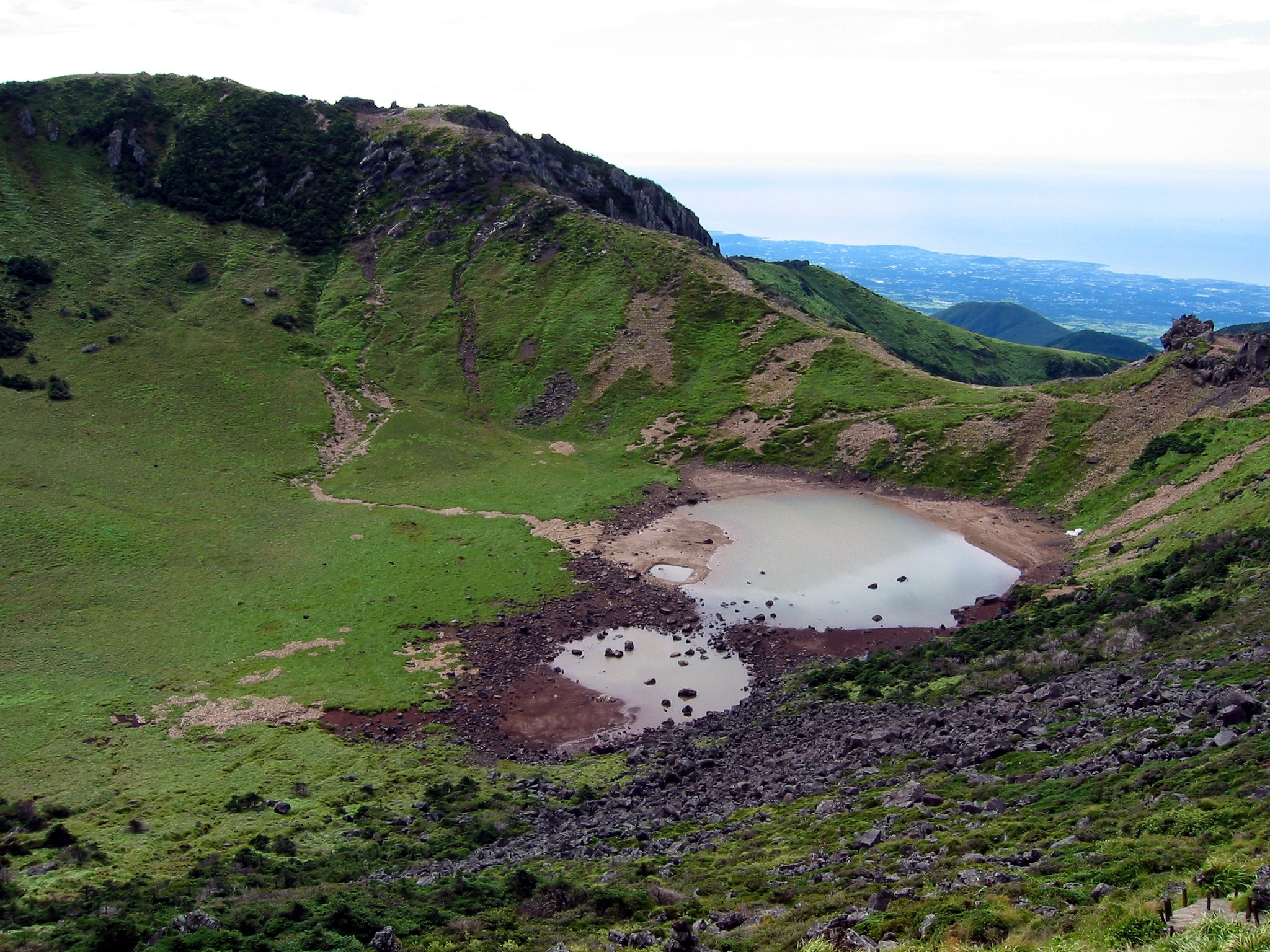
Hồ miệng núi lửa Hallasan
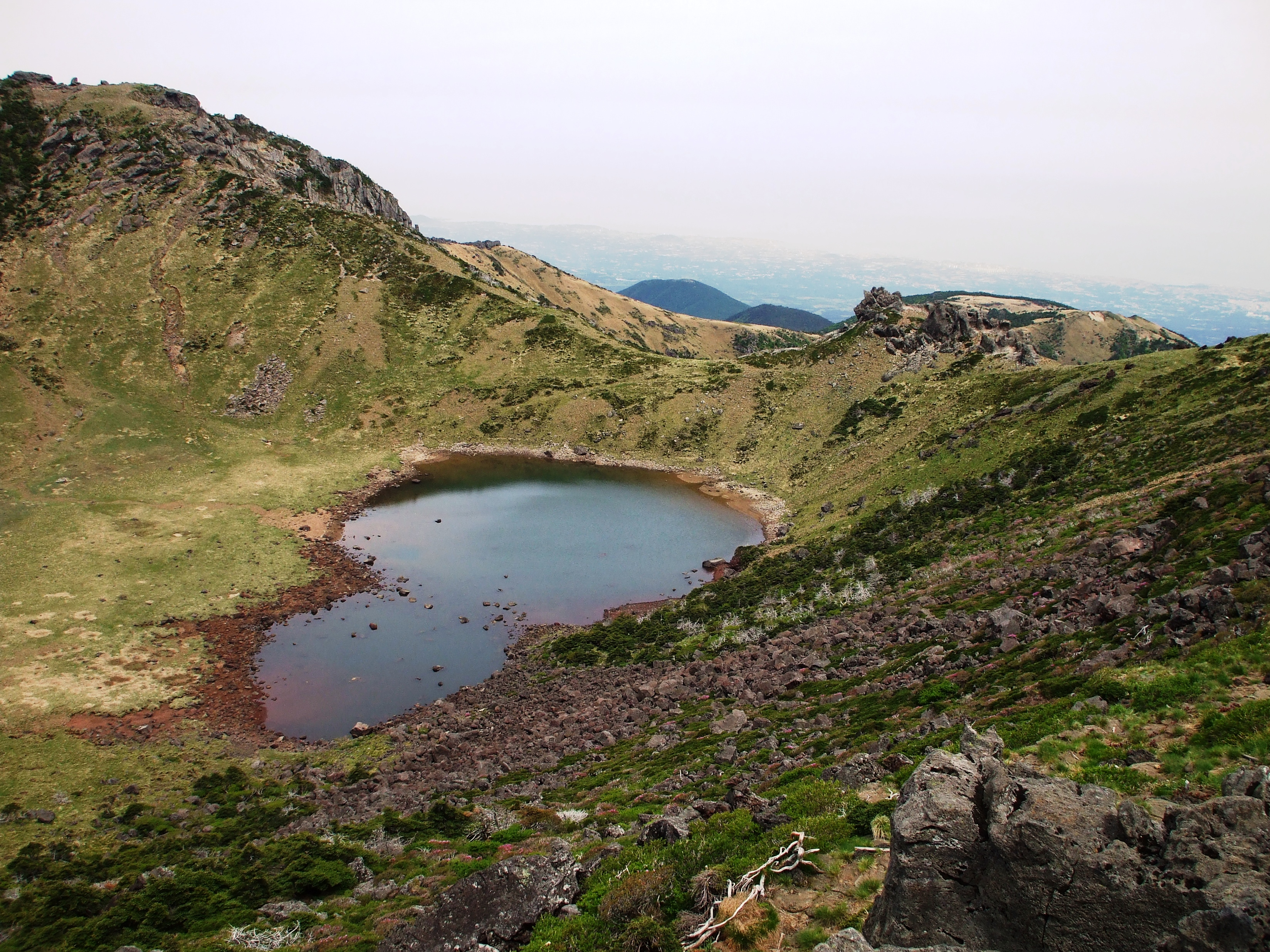
Hồ miệng núi lửa (06/2008)
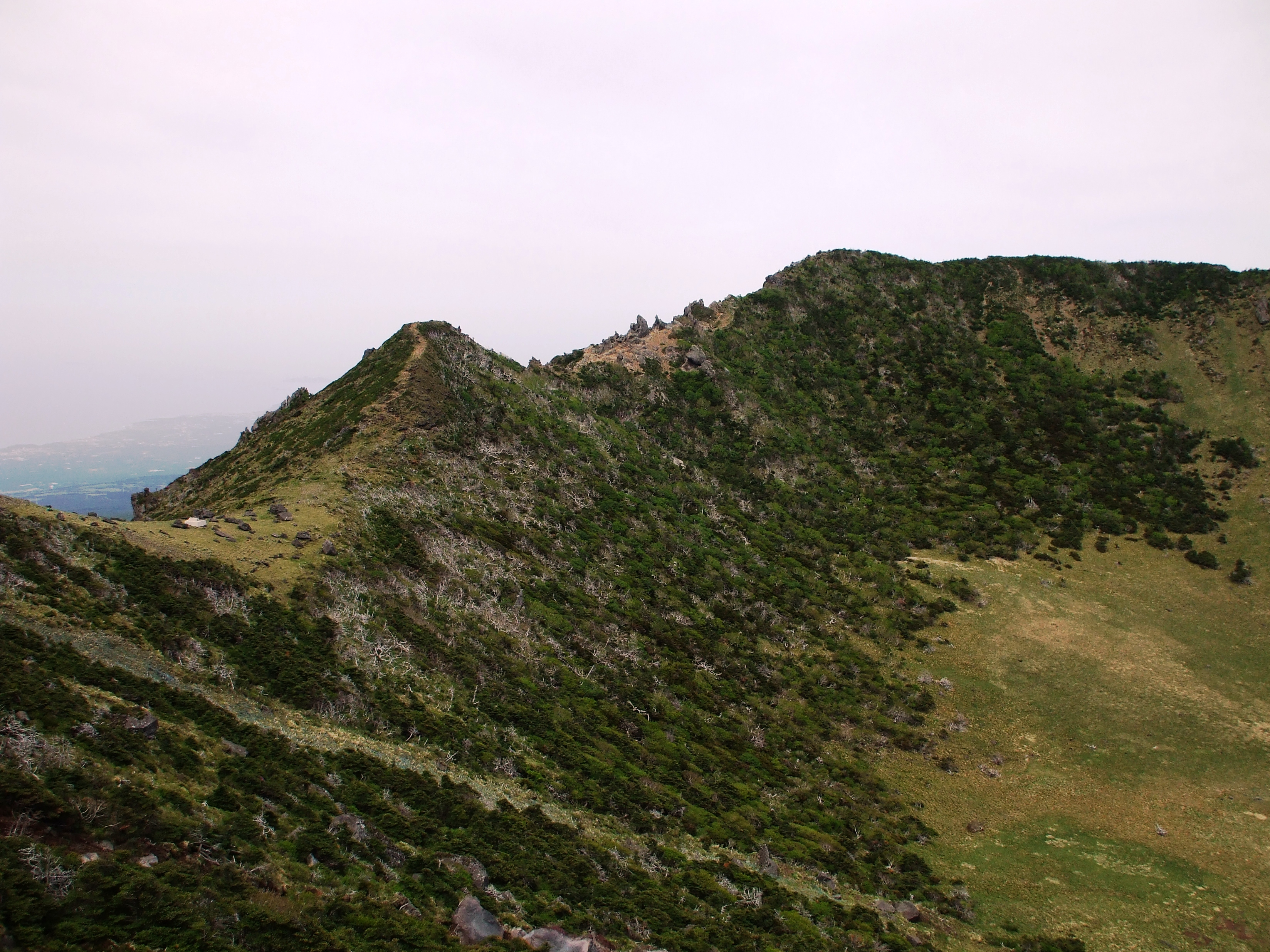
Quang cảnh đỉnh núi (06/2008)
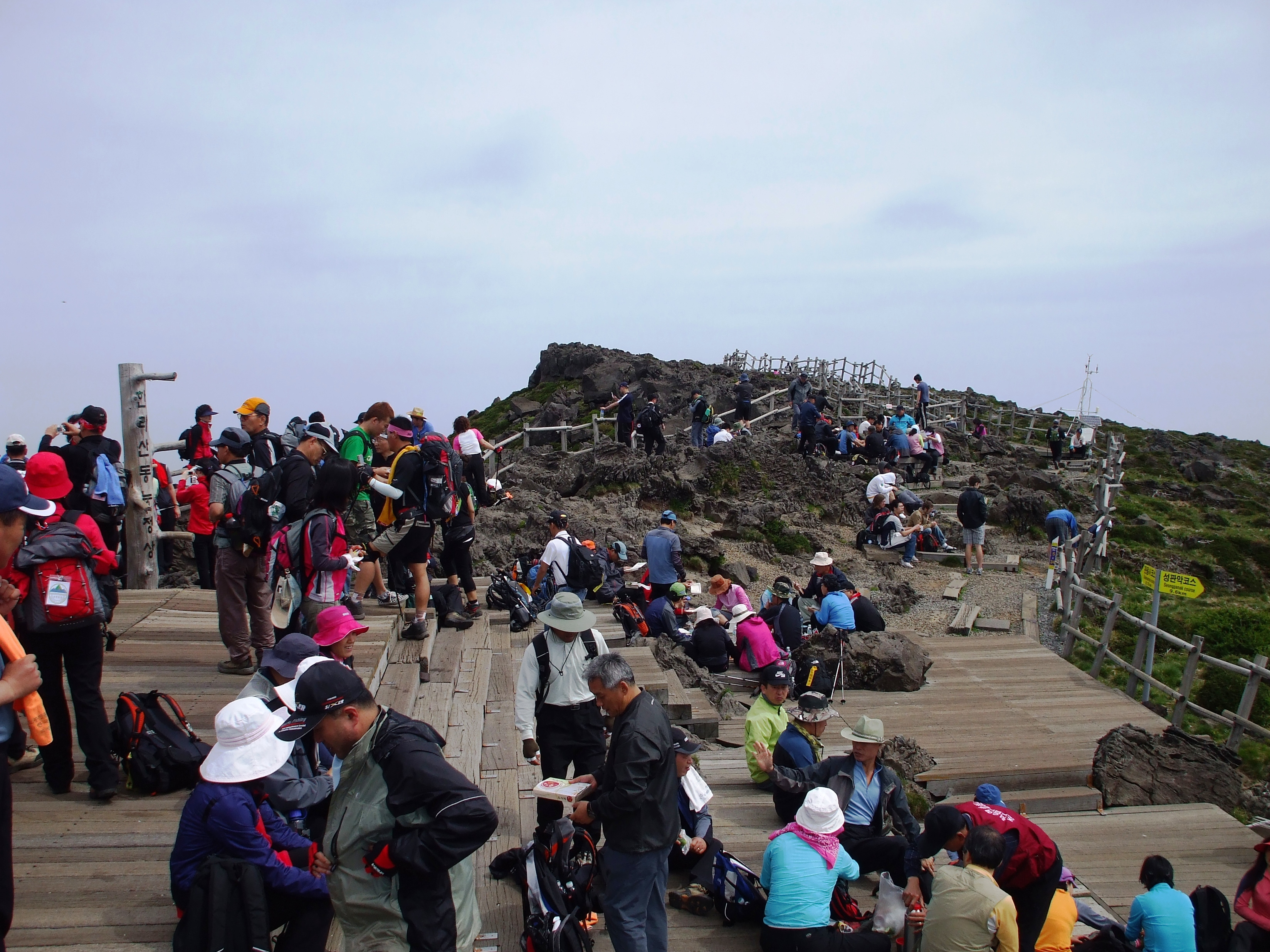
Đám đông du khách trên đỉnh núi (06/2008)
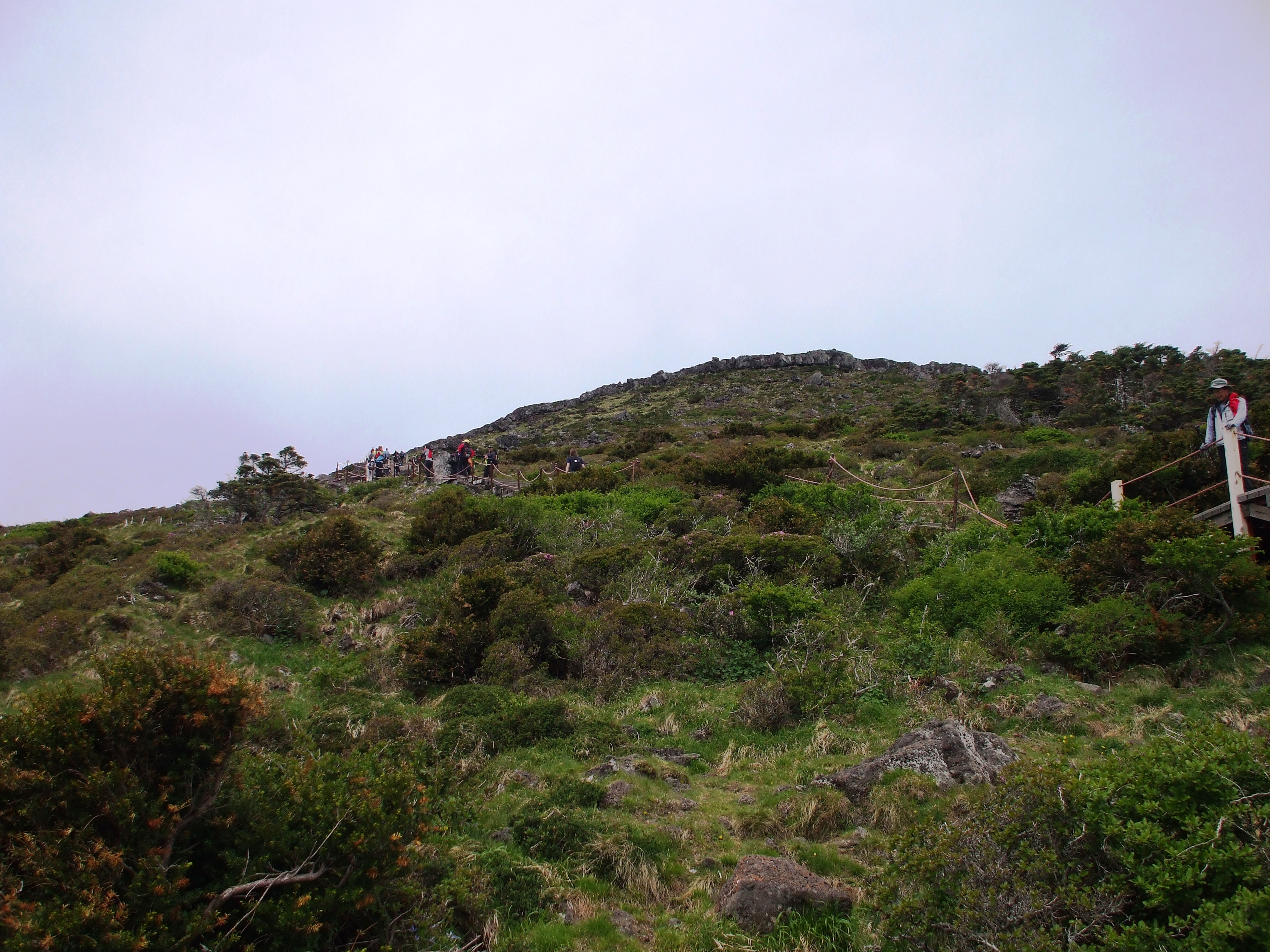
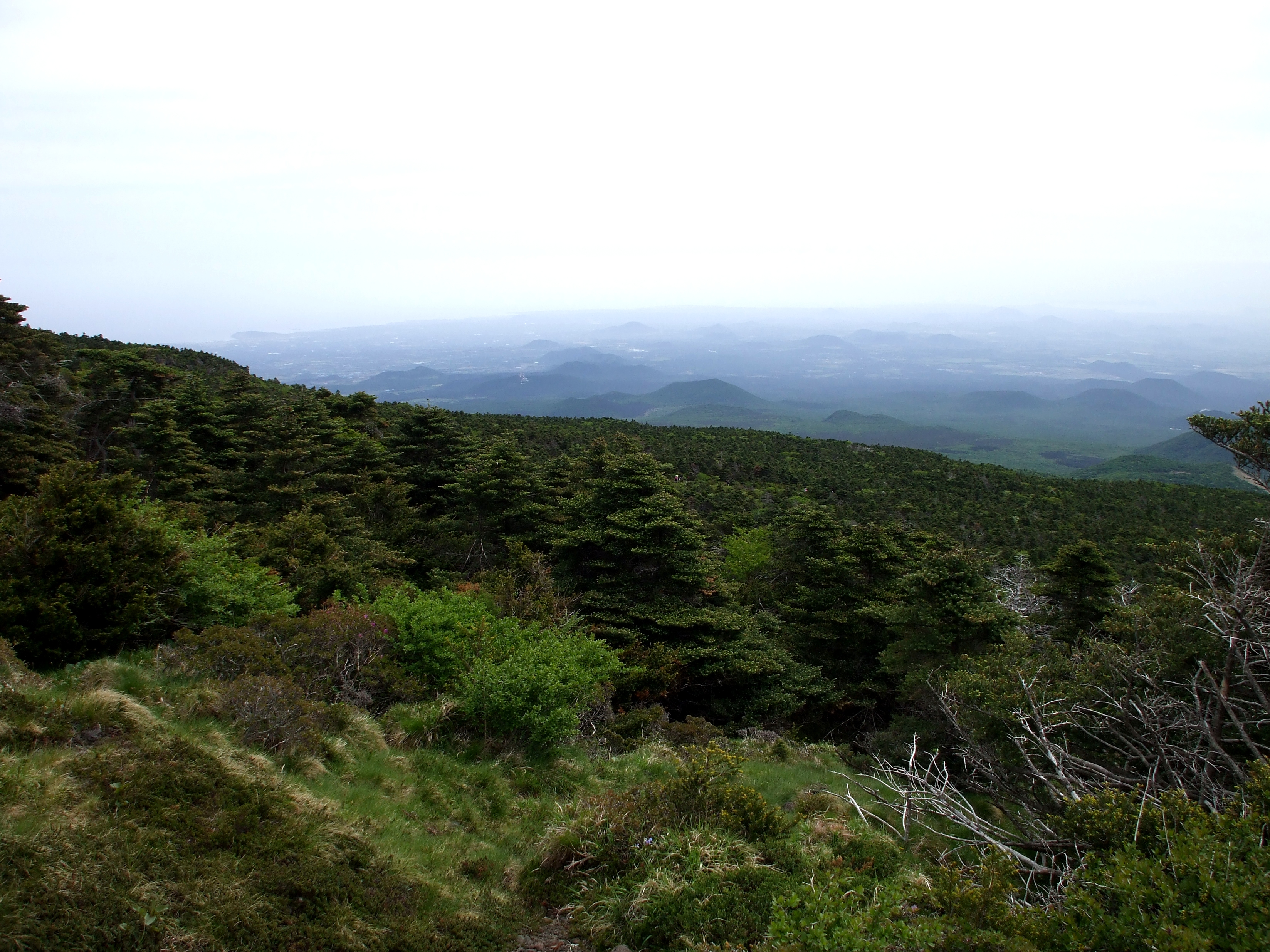
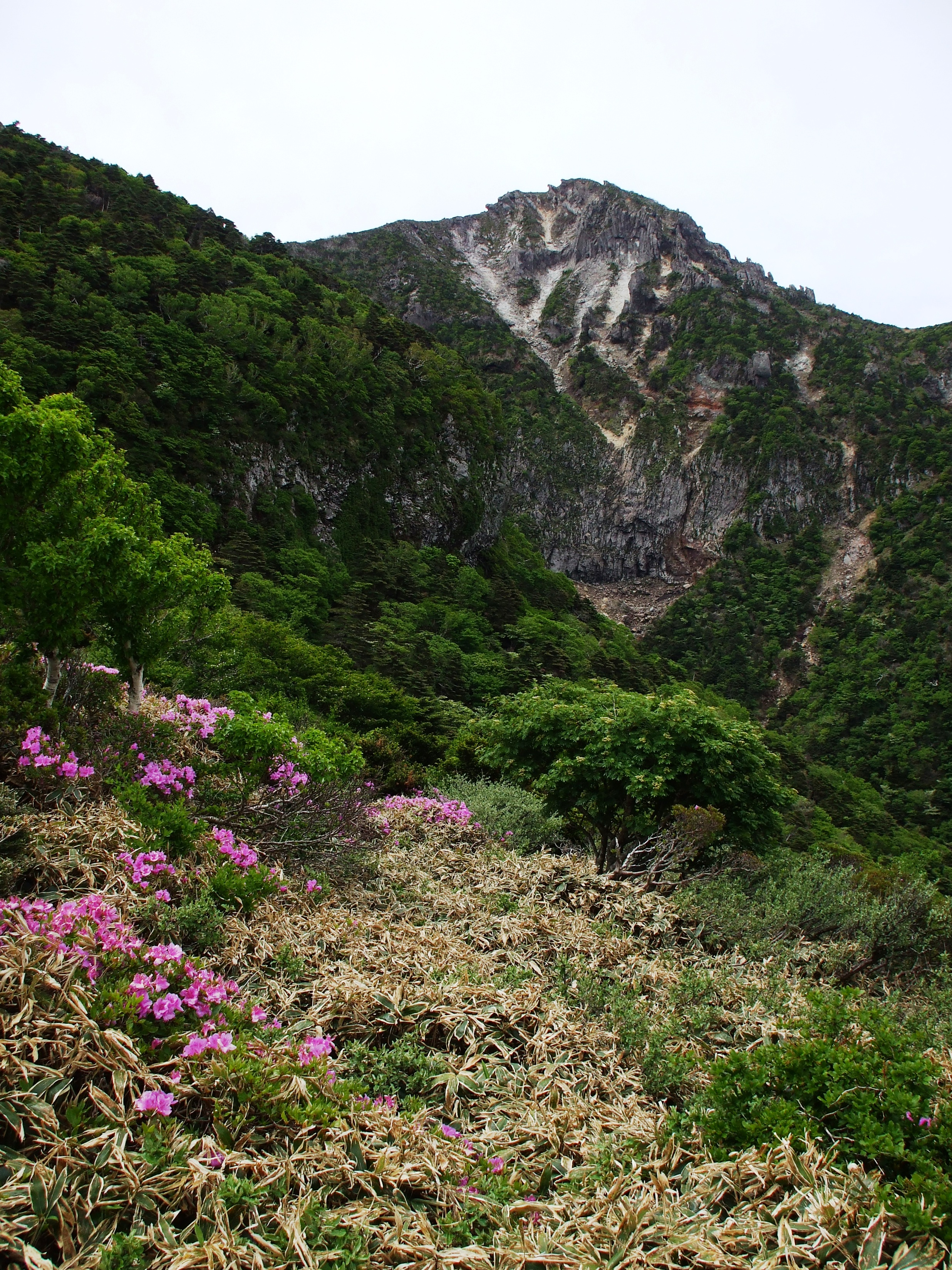
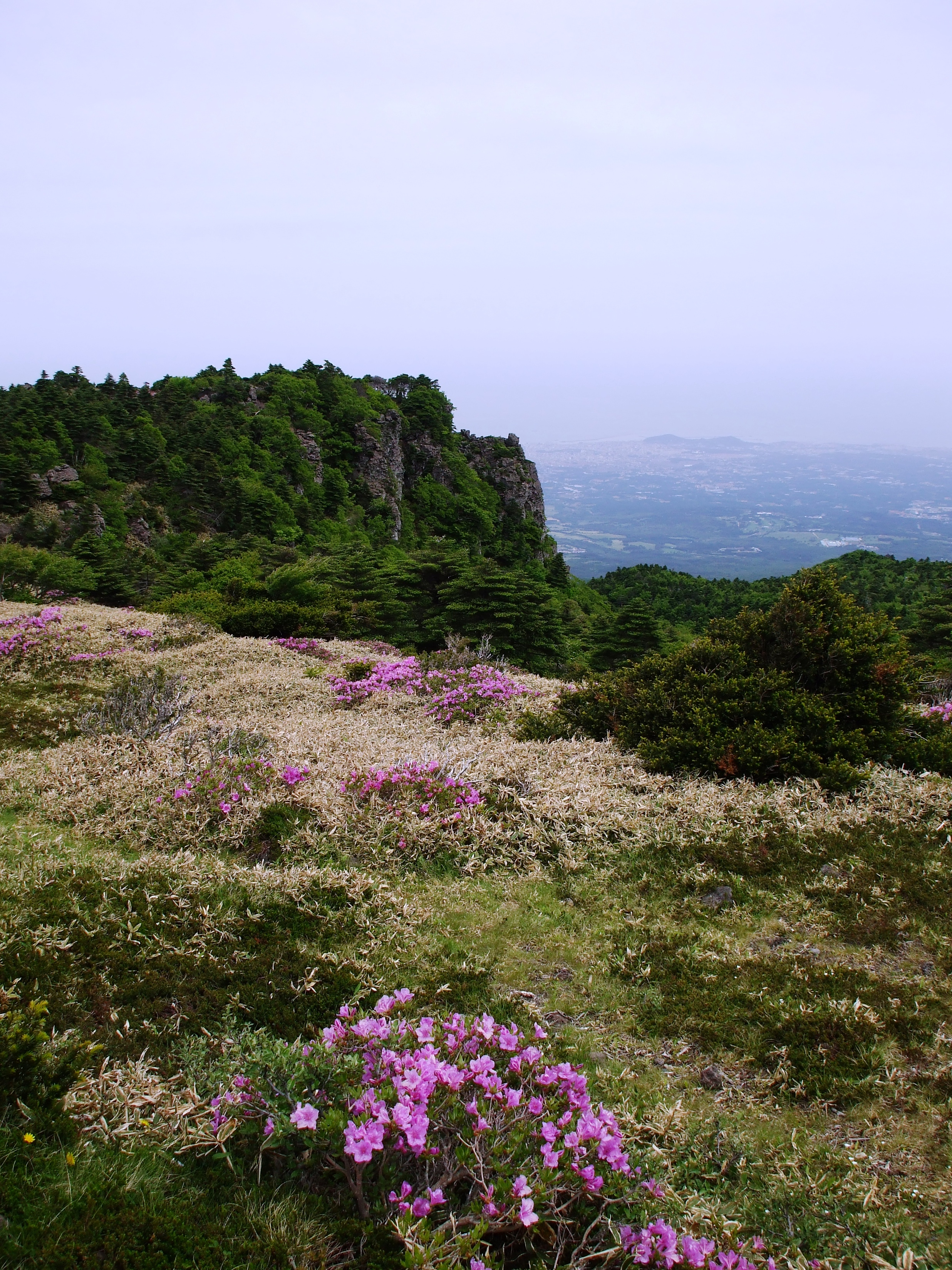
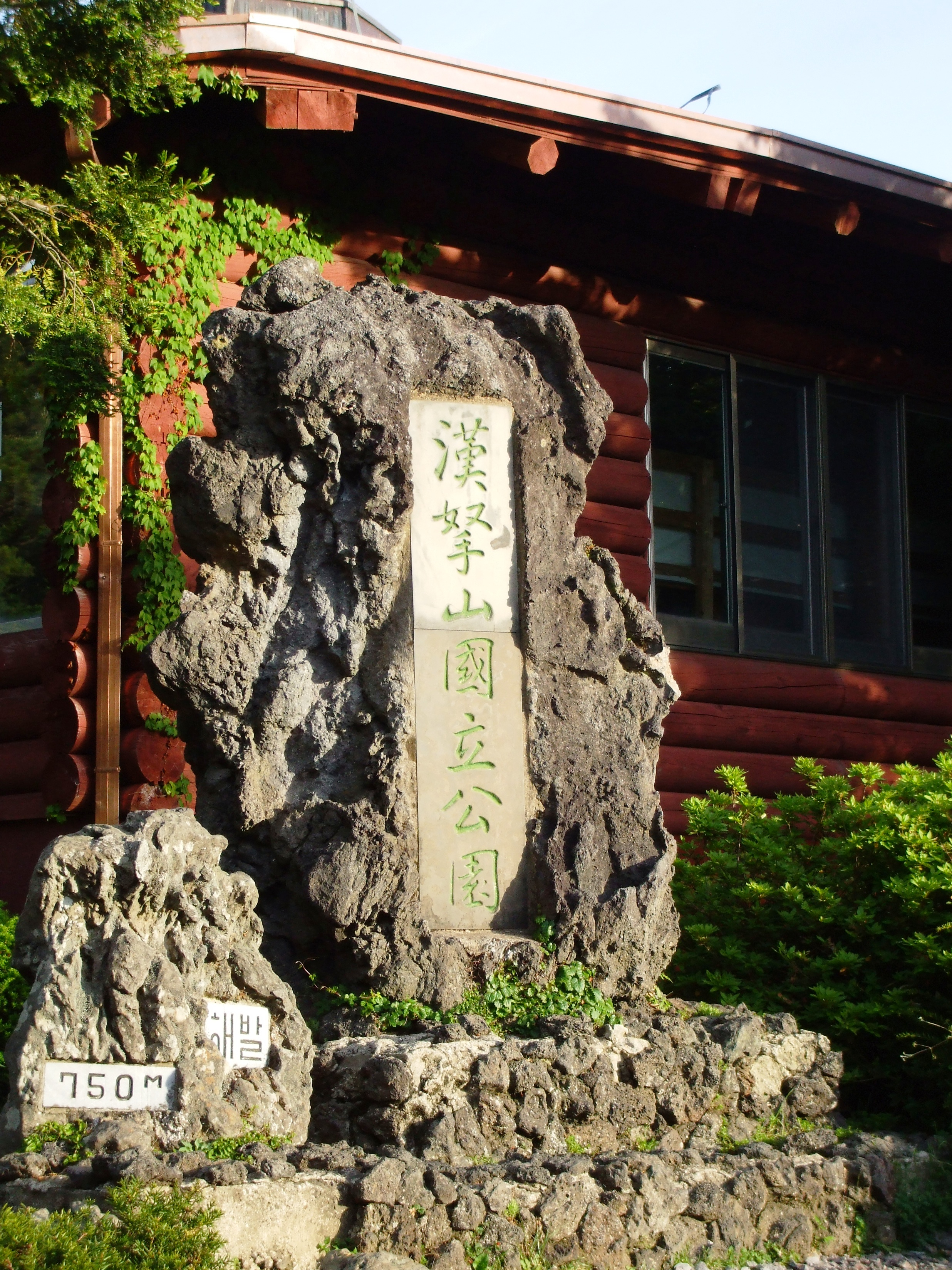